# Otto-von-Guericke Business School Magdeburg
Die Otto-von-Guericke Business School Magdeburg ist eine private Wirtschaftshochschule bzw. Business School mit ihrem Hauptsitz in Magdeburg in Sachsen-Anhalt und einem Hochschulstandort in Helmstedt in Niedersachsen. Die Hochschule wurde 2002 gegründet. Träger der Hochschule ist die Otto-von-Guericke Business School Magdeburg GmbH als Ausgründung der Otto-von-Guericke-Universität Magdeburg. Die Hochschule ist auf Weiterbildungen spezialisiert. Angeboten werden die zwei betriebswirtschaftlichen Studiengänge Bachelor of Business Administration mit dem Abschluss Bachelor of Arts (B. A.) und Master of Business Administration (MBA), sowie Wirtschaftspsychologie und Sportmanagement, die jeweils mit einem Master of Arts (M. A.) abgeschlossen werden. Daneben werden auch Akademiestudien angeboten. Die Hochschule nutzt in Magdeburg den Campus der Otto-von-Guericke-Universität, der Campus in Helmstedt befindet sich in der Alten Universität Helmstedt. Die Abschlüsse werden in Zusammenarbeit mit der Otto-von-Guericke-Universität verliehen.